# Johann Wilhelm Sturm
Pour les articles homonymes, voir Sturm.
Johann Wilhelm Sturm est un illustrateur et botaniste bavarois, né en 1808 et mort en 1865 à Nuremberg.
Il est le fils de l'illustrateur et botaniste Jacob Sturm. Sa principale contribution consiste en une synthèse de familles de fougères brésiliennes.

## Quelques publications
- Avec Jacob Sturm - Deutschlands Flora in Abbildungen nach der Natur mit beschreibungen (partie 6) - Nuremberg, 1817
- Nymphaea semiaperta Klinggraff, eine fur Bayern neue pflanze, bei Nurnberg aufgefunden - Abhandlungen der Naturhistorischen Gesellschaft zu Nürnberg, Nuremberg, 1858
- Ophioglosseae, Marattiaceae, Osmundaceae, Schizaeaceae, Gleicheniaceae, Hymeanophylleae - in Flora brasiliensis, volume 1 partie 2, sous la direction de Karl Friedrich Philipp von Martius - Leipzig, 1854 - p. 140 à 304 (plus planches).